# 末廣站
- 關於北海道夕張鐵道的車站，請見「末廣站 (北海道)」。
- 關於曾經名為末廣站的東京府池上電氣鐵道車站，請見「久原站 (東京都)」。
- 關於在日本統治時代於台灣的同名車站，請見「大禹車站」。

末廣站（日语：／ Suehiro eki */?）是位於秋田縣鹿角市十和田末廣字向平，東日本旅客鐵道（JR東日本）的花輪線車站。

## 歷史
- 1915年（大正4年）12月25日：秋田鐵道（日语：秋田鉄道）大瀧溫泉站至毛馬內站之間開通，此站啟用。當時此站為貨物車站，此站名為毛馬內站（日语：／），並且位於鹿角郡錦木村（日语：錦木村）。
- 1916年（大正5年）1月5日：開始旅客營業服務。
- 1920年（大正9年）5月1日：車站改名為末廣站[1]。
- 1920年（大正9年）7月4日：秋田鐵道此站至毛馬內站（第二代）開通。
- 1934年（昭和9年）6月1日：秋田鐵道國有化，成為鐵道省（國鐵）車站。
- 1987年（昭和62年）4月1日：伴隨國鐵分割民營化，車站由東日本旅客鐵道（JR東日本）營運。
- 1999年（平成11年）12月4日：管理站由十和田南站變為鹿角花輪站。

## 車站構造
車站是一座地面車站，設有1面1線的單式月台。此站原本設有2面2線的相對式月台，當時可進行列車交會。此站曾經設有綠色屋頂的小型地面車站大樓，在2005年改裝為小型簡易車站大樓。
此站是由鹿角花輪站管理的無人車站。

## 車站周邊
此站附近設有大型田地，以及設有小型町工場和建築物。
- 國道103號（日语：国道103号）（末廣繞道）
- 末廣郵局
- 米代川（日语：米代川）

## 巴士路線
在車站前設有秋北巴士柴平站前巴士站
- 鹿角市（厚生醫院前（日语：かづの厚生病院）、鹿角花輪站前、花輪營業所）方向
- 勞災醫院前（日语：秋田労災病院）、扇田醫院前（日语：大館市立扇田病院）、市立醫院前（日语：大館市立総合病院）、大館站方向

## 相鄰車站
東日本旅客鐵道（JR東日本）
■花輪線
十和田南－末廣－土深井

## 注腳
1. ↑  「地方鉄道停車場名改称」『官報』1920年3月26日（國立國會圖書館數碼化資料）

## 外部連結
- 車站資訊（末廣）：東日本旅客鐵道（日語）